# Eduardo Burguete
Eduardo Burguete Babí (Benimámet, Valencia, 4 de enero de 1962-27 de febrero de 2023) fue un atleta de élite español, especialista en la prueba de pentatlón en la que llegó a competir en los Juegos Olímpicos de Los Ángeles 1984.

## Biografía
Hijo de Eduardo y María Luisa. Nació en la localidad valenciana de Benimámet, el 4 de enero de 1962. 
Fue uno de los deportistas pioneros del triatlón español en los años ochenta. Miembro de la primera Selección Española en el Europeo de Cascais (1989) y posteriormente en el Mundial de Aviñón donde continuó en  la selección durante varios años más.
Destacó en la modalidad de pentatlón, en la que obtuvo el campeonato de España individual absoluto (1988). Compitió en los Juegos Olímpicos de Los Ángeles en 1984.donde ganó un diploma olímpico,con el resto de la selección española de pentatlón moderno.
Tras retirarse de la competición (1997), se adentró en el sector deportivo del fitness, primero como director técnico en Gymsport, y después como Jefe de Ventas en Technogym. En 2011 fue nombrado director de negocio de Precor Iberia.
En 1992 se proclamó campeón en el primer triatlón de Valencia, origen de lo que es Mediterránea Triatlón, sede de la Copa del Mundo. Burguete se trasladó a Barcelona, para estudiar INEF y convertirse en un referente del triatlón español.
Posteriormente compitió en las pruebas de GE 60-64  donde ocupó las primeras posiciones, como en el Triatlón de Oropesa (2020) quedando el primero de la categoría con el Club Natación Barcelona. En 2021 compitió en Cullera y en Villarreal, con el equipo de Correcaminos.org, al que se había vinculado, después de haber pertenecido al CN Ferca San José de Valencia, donde militó en natación y en pentatlón.
Falleció el 27 de febrero de 2023 a consecuencia de un linfoma, que le había sido diagnosticada tiempo atrás. Tuvo dos hijas: Elba y Daniela.